# Казахстанско-узбекистанская граница
Казахстанско-узбекистанская граница (каз. Қазақстан-Өзбекстан шекарасы, узб. Qozog'iston-O'zbekiston chegarasi) — государственная граница общей протяжённостью 2356 километров, которая проходит между Казахстаном (на юге) и Узбекистаном (на севере), по её линии установлен 1301 пограничный знак.

## История

### До 1991 года
В советское время граница между Казахской ССР и Узбекской ССР считалась одной из наиболее урегулированных.
Но существовала сложность в участке длиной примерно 200 км, которая проходила по густонаселённым территориям как со стороны Казахстана (Сарыагачский и Мактааральский районы Южно-Казахстанской области), так и со стороны Узбекистана (Ташкентская и Джизакская области).
На этом участке населённые пункты с обеих сторон плотно срослись, местами граница проходила даже по дворам.
В период с 1920-х до 1950-х годов существовала практика передачи территорий под пастбища в состав других республик.
Она предусматривала передачу во временное пользование определённой площади и проводилась ради увеличения продуктивности животноводства.
Однако при пользовании «чужими» землями пользователи не уделяли большого внимания к сохранению таких земель, и они теряли своё плодородие.
При этом некоторые территории часто переходили от одной республики к другой, чаще всего такое происходило с Бостандыкским районом Южно-Казахстанской области.
В начале 1950-х годов началось[кем?] обсуждение полной передачи района в состав Узбекистана, и 21 января 1956 года Верховный Совет Казахской ССР издал постановление об обращении в Верховный Совет СССР с запросом о передаче Бостандыкского района общей площадью почти 5 тысяч км² из состава Казахской ССР в состав Узбекской ССР, кроме определённых территорий:
- пастбищ, которые использовались колхозами Джамбульской и Южно-Казахстанской областей;
- земель, что находились под руководством Южного Голодностепского и левой ветви Центрального Голодностепского каналов;
- земель, переданных на временное пользование Узбекской ССР в 1936—1937 годах.

Почти сразу Верховный Совет Узбекской ССР приняла постановление о включении Бостандыкского района и части Голодной степи в состав Узбекской ССР. 13 февраля 1956 года Верховный Совет СССР издал приказ «О частичном изменении границы между Казахской ССР и Узбекской ССР».
Однако после этого продолжался самовольный захват пастбищ на территории Казахстана узбеками.
Первыми начали бить тревогу дирекции Кзилкумского и Чардаринского совхозов Кировского района, совхозов и колхозов Арысского района Южно-Казахстанской области. Более 3,5 тысячи км² их земель самовольно использовали колхозы и совхозы Бухарской области.
Общая же площадь «захваченных» земель составила 21 560 км².
Министерство сельского хозяйства[какое?] СССР поддержало просьбу и выступило с заявлением об оставлении в составе Казахстана участков отгонного животноводства.
Одновременно выдвигалась предложение о досрочном (в договоре значился срок до 1980 года) возврате Келесского фонда площадью 1,5 тысяч км². Параллельно узбекское руководство в 1961 году подало запрос на разрешение использования дополнительной площади земель, который был отклонён Казахской ССР.
В запросе значились земли площадью 3,5 тысяч км² Южно-Казахстанской области и 6 тысяч км² Кзыл-Ордынской области.
Но на фоне возникших проблем казахское руководство, наоборот, в 1961 году поставило вопрос о передаче из состава Казахской ССР 4 210 км² земель в состав Узбекской ССР. Согласно плану года юго-западная часть Кировского района площадью 4040 км², юг Келесского района площадью 171 км² и участок возле села Полторацьке Сариагачского района площадью 2 км² отходили Узбекской ССР, а взамен Казахская ССР получала лишь 3 км² территории совхоза Чимкурган и 32 км² земель Фермы № 3 совхоза Кзилкумского.
Об отмене такого решения ещё в 1962 году выступали Динмухамед Кунаев и Жумабек Ташенев, однако Никита Хрущёв отверг их мысли, а Кунаев даже был смещён с должности первого секретаря ЦК КП Казахской ССР (восстановлен в должности в 1964 году, через 2,5 месяца после смещения Хрущёва и прихода к власти Брежнева, друга Кунаева).
26 января 1963 года Президиум Верховного Совета Казахской ССР постановил передать в состав Узбекской ССР Кировский и Пахта-Аральский районы, Кзилкумский и Чимкурганский сельсоветы Кзылкумского района Чимкентской области общей площадью 9 560 км², а также 15 440 км² пастбищ Чимкентской области и 11 500 км² пастбищ Кзыл-Ордынской области, которые находились в длительном пользовании Узбекской ССР.
25 мая Президиум Верховного Совета Узбекской ССР издал Указ «О частичном изменении границы с Казахской ССР».
19 сентября Президиум Верховного Совета СССР издал Указ «О частичном изменении и уточненном описании республиканских границ между Узбекской ССР и Казахской ССР».
Таким образом, Узбекской ССР отошло 36 630 км² казахской территории.
11 мая 1971 года Президиум Верховного Совета Узбекской ССР издал Указ «О передаче части территории Самаркандской области Узбекской ССР в состав Казахской ССР».
12 мая Президиум Верховного Совета Казахской ССР издал Указ «О включении части территории Сырдарьинской области Узбекской ССР в состав Казахской ССР».
28 июня Президиум Верховного Совета СССР издал Указ «О частичном изменении границы между Узбекской ССР и Казахской ССР».
В соответствии с этим указом в состав Казахской ССР были возвращены территории Кировского и Пахта-Аральского районов.
Согласно мемуарам Д. А. Кунаева, ему удалось вернуть три района, за исключением двух совхозов.

### После 1991 года
В ноябре 2001 года между странами было заключено соглашение, согласно которому было описано 96 % (2 159 км) государственной границы. Неурегулированными оставались 3 спорных участка — Багыж, Арнасай и Нсан. Окончательная делимитация границ была завершена в сентябре 2002 года.
В частности, возник вопрос только по поводу двух населённых пунктов — Багыж и Туркестанец. Население первого, согласно ещё советскому административному делению, проживало сразу в двух республиках, однако административно подчинялось Сариагачскому району Южно-Казахстанской области. Другое село, Туркестанец, согласно советскими документам 1956 и 1963 годов, принадлежало Узбекистану. Казахстан изначально сделал запрос на передачу обоих сёл в свой состав. В обоих ауылах проживало почти исключительно казахское население, для чего активист Ермек Нарымбай («Министр иностранных дел» «Республики Багыс») тогда провёл подворовую перепись населения, с проверкой паспортов, и данные им были лично представлены Министру иностранных дел РК Ерлану Идрисову в Астане в 2001 году (позднее Е.Нарымбай и М.Оразай как представители общественности Казахстана будут включены в Государственную комиссию по делимитации границы РК при МИД РК).
Однако, после переговоров и согласования границ, Багыж и территория площадью 231 га перешли в состав Казахстана, а Туркестанец остался в пределах Узбекистана. Узбекистану также было передано компенсирующие 231 га территории севернее села Саркырама (тем самым выровняв границу), а Казахстану — 517 га восточнее села Багыж при обмене на территорию такой же площади в Кзыл-Ордынской области.
19 октября 2006 года началось строительство 45-километровой стены высотой в 2,5 м на границе между странами в рамках Сарыагашского и Мактааральского районов Казахстана.
С 25 июля по 5 августа 2022 года в г. Алматы состоялось очередное заседание Правительственных делегаций Республики Казахстан и Республики Узбекистан в Совместной казахстанско-узбекской демаркационной комиссии. В ходе переговоров Стороны завершили согласование текста проекта Договора между Республикой Казахстан и Республикой Узбекистан о демаркации казахстанско-узбекской государственной границы и формирование пакета проектов итоговых документов демаркации границы.
28 марта 2023 года стороны стороны окончательно ратифицировали договоры о демаркации границы.

## Пункты пропуска
Порядок работы пунктов пропуска на узбекско-казахской границе регулируется соглашением от 16 ноября 2001 года и протоколами к нему.
| Место дислокации          | Наименование пунктов пропуска | Наименование пунктов пропуска | Место дислокации      | Статус          | Режим работы        | Точка пересечения границы       |                 |
| Узбекистан                | Узбекистан                    | Казахстан                     | Казахстан             | Статус          | Режим работы        | Точка пересечения границы       |                 |
| Железнодорожные           | Железнодорожные               | Железнодорожные               | Железнодорожные       | Железнодорожные | Железнодорожные     | Железнодорожные                 | Железнодорожные |
| ------------------------- | ----------------------------- | ----------------------------- | --------------------- | --------------- | ------------------- | ------------------------------- | --------------- |
| Республика Каракалпакстан | Каракалпакстан                | Оазис                         | Мангистауская область | Многосторонний  | Круглосуточный      | 44°52′52″ с. ш. 55°59′56″ в. д. |                 |
| Ташкентская область       | Келес                         | Сары-Агаш                     | Туркестанская область | Многосторонний  | Круглосуточный      | 41°26′28″ с. ш. 69°10′45″ в. д. |                 |
| Сырдарьинская область     | Сырдарья                      | Мактаарал                     | Туркестанская область | Многосторонний  | Круглосуточный      | 40°50′09″ с. ш. 68°33′45″ в. д. |                 |
| Автомобильные             |                               |                               |                       |                 |                     |                                 |                 |
| Республика Каракалпакстан | Даут-Ата                      | Тажен                         | Мангистауская область | Многосторонний  | Круглосуточный      | 44°53′42″ с. ш. 55°59′56″ в. д. |                 |
| Ташкентская область       | Гишт-Куприк                   | Жибек Жолы                    | Туркестанская область | Многосторонний  | Круглосуточный      | 41°28′18″ с. ш. 69°21′31″ в. д. |                 |
| Ташкентская область       | Яллама                        | Б. Конысбаев                  | Туркестанская область | Многосторонний  | Круглосуточный      | 40°58′10″ с. ш. 68°43′38″ в. д. |                 |
| Ташкентская область       | Зангиота                      | Казыгурт                      | Туркестанская область | Многосторонний  | Круглосуточный      | 41°31′28″ с. ш. 69°24′26″ в. д. |                 |
| Ташкентская область       | Ташкент                       | Капланбек                     | Туркестанская область | Многосторонний  | Круглосуточный      | 41°27′18″ с. ш. 69°12′29″ в. д. |                 |
| Ташкентская область       | Кушкунди                      | Толе би                       | Туркестанская область | Двусторонний    | Закрыты в 2010 году | 41°22′10″ с. ш. 69°03′28″ в. д. |                 |
| Джизакская область        | Гагарин                       | Бирлик                        | Туркестанская область | Двусторонний    | Закрыты в 2010 году | 40°41′56″ с. ш. 68°12′00″ в. д. |                 |
| Сырдарьинская область     | Гулистан                      | Атамекен                      | Туркестанская область | Многосторонний  | Круглосуточный      | 40°50′10″ с. ш. 68°33′45″ в. д. |                 |
| Сырдарьинская область     | Ок олтин                      | Целинный                      | Туркестанская область | Двусторонний    | Светлое время суток | 40°36′36″ с. ш. 68°25′05″ в. д. |                 |
| Сырдарьинская область     | Малик                         | Сырдарья                      | Туркестанская область | Двусторонний    | Светлое время суток | 40°47′15″ с. ш. 68°34′40″ в. д. |                 |

## Пограничные регионы
Регионы Казахстана, граничащие с Узбекистаном:
- Актюбинская область
- Жамбылская область
- Кызылординская область
- Мангистауская область
- Туркестанская область

 Регионы Узбекистана, граничащий с Казахстаном:
- Республика Каракалпакстан
- Джизакская область
- Навоийская область
- Сырдарьинская область
- Ташкентская область